# Bork
Bork는 러시아의 가전 제품 제조 회사이자, 그 전자 제품의 상표이다. 이 상품의 제품은 주로 러시아를 비롯한 CIS 국가 및 동유럽 시장에서 판매되고 있다.